# Zpětný ventil
Zpětný ventil je technické zařízení, které zajišťuje průtok média jedním směrem, respektive nepřipustí průtok směrem opačným. Konstrukční variantou je zpětná klapka.
Zpětný ventil sestává z kuličky dosedající na sedlo. Kulička je k sedlu přitlačovaná většinou pružinou. Tlak média v propustném směru způsobí odtlačení kuličky od sedla, vzniklým průřezem pak proudí médium.

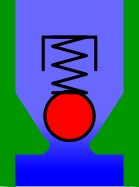
Otevřený ventil. Tekutina proudí zezdola nahoru a odtlačuje kuličku od otvoru.
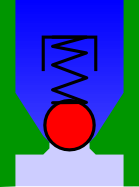
Zavřený ventil. Větší tlak nahoře a pružina působí na kuličku, která zavírá otvor.